# Великий рік
Великий рік (англ. big year) — це неформальне змагання між бірдерами, щоб визначити, хто зможе ідентифікувати побачивши чи почувши найбільшу кількість видів птахів за один календарний рік у межах певного географічного регіону. Популярний у Північній Америці, зазвичай проводиться в межах одного штату США чи провінції Канади, а також і в більших районах, таких як ввесь світ, нижні 48 континентальних штатів США, чи в межах офіційної зони American Birding Association. Рекорд великого року в зоні American Birding Association — 783 види, був встановлений Джоном Вайґелем (англ. John Weigel з Австралії у 2016. Світовий рекорд у 6833 видів був встановлений у 2016 Arjan Dwarshuis з Нідерландів.

## Опубліковані книги
- The Big Year: A Tale of Man, Nature, and Fowl Obsession (2004) by Mark Obmascik (пізніше стала основою фільму Великий рік)

## Зноски
1. ↑  Weber, Drew. NARBA - North American Rare Bird Alert. Архів оригіналу за 5 листопада 2015. Процитовано 12 червня 2017.
2. ↑  Архівована копія. Архів оригіналу за 7 травня 2021. Процитовано 12 червня 2017.{{cite web}}:  Обслуговування CS1: Сторінки з текстом «archived copy» як значення параметру title (посилання)